# Jean Pasquerel
Jean Pasquerel (před rokem 1400 – po roce 1456) byl katolický kněz a augustiniánský mnich, kaplan a společník Jany z Arku.

## Životopis
V roce 1429 učil jako profesor v augustiniánském klášteře v Tours.
Na Velký pátek 25. března 1429 se v Puy-en-Velay setkal s Jeanem de Metz a Bertrandem de Poulengy, kteří ho představili Isabelle Rommée, matce Jany, a on souhlasil, že doprovodí její bratry Jeana a Pierra do Chinonu, poté do Tours, kde se setkal s Janou z Arku v domě měšťana Jeana Dupuyho, královského rádce, který v Tours zastupoval zájmy královny Jolandy Aragonské. Z Tours vyrazili do Blois, poté osvobodili Orléans z obléhání, které začalo v roce 1428. Pasquerel během pěti vojenských tažení psal dopisy, které mu diktovala Jana z Arku.
Jean Pasquenel se zúčastnil korunovace Karla VII. Malíř Ingres ho zobrazuje po boku Jany u oltáře s dalšími členy družiny jako panoš Jean d'Aulon a pážata Louis de Coutes a Raymond.
Pasquerel byl od Jany oddělen, až když ji 24. května 1430 v Margny-lès-Compiègne zajali Burgunďané. Nicméně odjel do Rouenu, kde byla držena v zajetí, a na konci února 1431 svědčil v její prospěch u soudu vedeného biskupem Cauchonem.
Po smrti Jany z Arku byl Pasquerel jmenován do augustiniánského kláštera v Bayeux. Město bylo osvobozeno od Angličanů až po obléhání Jeana de Dunois od 4. do 16. května 1450, měsíc po vítězné bitvě u Formigny 14. dubna, která oficiálně ukončila stoletou válku.
Dvacet pět let po smrti Jany z Arku svědčil v Paříži při rehabilitačním procesu Jany z Arku v květnu 1456 a slovo od slova potvrdil to, co již vypověděl v Rouenu. Jeho svědectví mělo velký význam pro blahořečení Jana v roce 1909 a poté pro její kanonizaci v roce 1920.